# كاستيون دي أمبورياس
بلدية كاستيون دي أمبورياس (بالإسبانية: Castellón de Ampurias) هي بلدية تقع في مقاطعة جرندة التابعة لمنطقة كتالونيا شمال شرق إسبانيا.

## الديموغرافيا
بلغ عدد سكان بلدية كاستيون دي أمبورياس 11.885 نسمة عام 2011 (وفقاً للمعهد الوطني الإسباني للإحصاء).
| 4.830 | 5.816 | 7.530 | 9.167 | 10.629 | 12.111 | 11.885 |

## توأمة
لكاستيون دي أمبورياس اتفاقيات توأمة مع:
- إيتنهايم